# Haupt (Breslauer Rittergeschlecht)

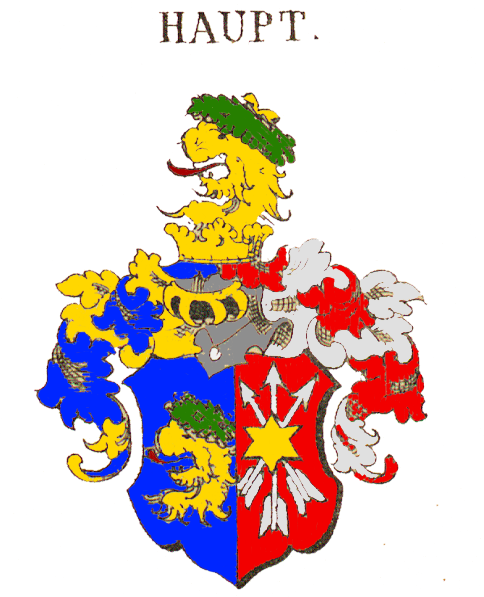
Wappen in Farbe

Haupt ist oder war der Name einer aus Breslau stammenden Familie, die einerseits über 30 Jahre im Breslauer Rat vertreten war, andererseits einen königlich preußischen Major der Preußischen Armee stellte. Ihr Stammvater Heinrich von Haupt hatte im Jahr 1693 den Ritterstand erlangt.
Dass die Familie von der gleichnamigen Wohlauer Pastorenfamilie Haupt abstamme, wurde zwar von Witzendorff-Rehdiger und abschriftlich von Rudolf Stein behauptet, erscheint aber unwahrscheinlich.

## Geschichte
Die Stammlinie beginnt bei Heinrich von Haupt (* 1633; † 6. Oktober 1702), oelsnisch-bernstädtischer Regierungsrat. Am 24. März 1693 wurde er in den böhmischen Ritterstand erhoben, wobei seine Standeserhöhung im Herzogtum Schlesien publiziert wurde. Dass er von der Wohlauer Pastorenfamilie Haupt abstammte ist mangels Quellen und angesichts der komplett abweichenden Vornamen der Pastorenfamilie unwahrscheinlich. Heinrich heiratete Anna Dorothea, Tochter des Hauptmanns über die gelbe Kompanie in Breslau, Georg von Saebisch, und Anna Maria, geborene Henscher. Es sind Georg Heinrich und Karl Heinrich als Söhne überliefert.
- Georg Heinrich (* 1664; † 1711) wurde ähnlich wie sein Vater württembergisch-oelsnischer und julienburgischer Rat, bernstädtischer Deputierter und Verwalter der Güter des Burglehens Neumarkt. Am 21. Februar 1689 heiratete er Beate Euphrosine Hoffmann aus Hirschberg. Als Kinder sind Sophie Beate (1720: ⚭ Leopold Wilhelm von Lindner), Gottlieb Heinrich (* 15. Januar 1694) und Heinrich August (1719: Student in Leipzig) überliefert.
- Karl Heinrich (* 19. April 1666 in Breslau; † 22. März 1729 ebd.) studierte an der Frankfurt/Oder (1683) und gemeinsam mit seinem Bruder Georg Heinrich an der Universität Leiden (1686). Für kurze Zeit wurde Karl Heinrich herzoglicher Advokat in Mecklenburg, im Jahr 1699 Schöffe in Breslau. Über 30 Jahre gehörte er dem Rat an, teils als Kämmerer, Schöffenpräses, Ratspräses, wohl stellvertretender Bürgermeister, außerdem Landeshauptmann des Fürstentums Breslau und Kellerherr des Schweidnitzer Kellers. Am 24. November 1699 heiratete er Rosine Margarete von Goldbach und hinterließ vier Kinder: Karl Balthasar (* 1702; † 1716), Johannes Maximilian, Rosina Carolina (* 9. März 1708; † 28. September 1728;  ⚭ Ernst Christian von Hubrig) und Karl Heinrich.
  - Johannes Maximilian (* 17. Mai 1705 in Breslau; † 27. September 1765 in Kauer) heiratete am 20. Februar 1732 Johanna Eleonora, geborene von Gutsmuts. Der Ehe entstammten Ferdinand Friedrich Benedikt (* 8. Oktober 1740; † 17. Mai 1815 in Breslau), Karl Leopold, Juliane Beate, Maximiliane Charlotte (* 1739; † 1. November 1810; ⚭ einer von Lüttwitz) und Eleonore Sophie Margarete (* November 1741; † 10. Juni 1802 in Breslau; ⚭ Ernst Friedrich von Kölichen).

## Wappen

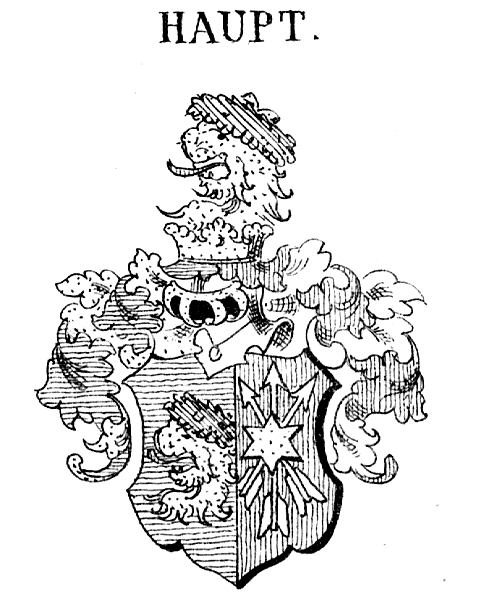
Wappen in Siebmachers Wappenbuch

Das Wappen der Familie Haupt ist gespalten: (Heraldisch) Vorne in blau ein rechtsgekehrter goldener Löwenrumpf mit einem grünen Kranz, hinten in rot drei geschrägte, mit einem goldenen Stern belegte silberne Pfeile mit aufwärts gekehrten Spitzen.
Kleinod: der Löwenrumpf aus der Krone wachsend; Helmdecken: blau-golden und rot-silbern.